# Harku
Harku (tyska: Hark) är en småköping (estniska: alevik) i Harku kommun i landskapet Harjumaa i Estland. Den ligger omkring 10 km sydväst om huvudstaden Tallinn. Harku hade 868 invånare år 2011.
Godset Harku grundades av Tyska orden år 1372. Godset tillhörde i tur och ordning ätterna Weymar, Yxkull, Budberg och Ungern-Sternberg, fram till 1919.

### Fotnoter
1. 1 2  ”PC003: POPULATION BY PLACE OF RESIDENCE (SETTLEMENT), SEX AND AGE, 31 DECEMBER 2011” (på engelska). Eesti Statistika. http://pub.stat.ee/px-web.2001/Dialog/varval.asp?ma=PC003&lang=1. Läst 14 december 2017.